# 魔天使マテリアル
『魔天使マテリアル』（まてんしマテリアル）は、藤咲あゆなによる日本の小説。イラストは藤丘ようこ。略称は「マテマテ」。カラフル文庫（ポプラ社）より2007年8月から2020年3月まで刊行された。

## ストーリー
養護施設で育った小学5年生の少女・紗綾（サーヤ）は赤子の頃、名前を書いた紙とともに施設の門前に置き去りにされていた。施設の子供達と仲良く暮らしていたある日、突然現れた兄と名乗る青年に引き取られる。
引越しと転校を繰り返して神舞町（こうまちょう）にたどり着いたサーヤは神舞小学校に転入後、数回続けて事故に遭いかけた。そして、同じ小学校に通うマテリアルたちが集まる「怪奇探偵団」と出会う。その後、クラスメイトである黎夜（レイヤ）が、生き別れた双子の弟であると知ったサーヤも、名前を記した紙以外の唯一の持ち物であった小さな笛を介してマテリアルとして覚醒した。
悪魔が多く出現する神舞町を守るため、マテリアル同士協力して悪魔を少しずつ倒していく日々を送るサーヤたち。だが、サーヤとレイヤの出自が原因で、戦いは次第に過酷なものへと変わっていく。

## 登場人物

### マテリアル
日守紗綾（ひのもり さあや）
マテリアル…破魔のマテリアル
本作の主人公で当初は小学5年生（11巻で6年生に進級。以下同様）。児童養護施設「ひまわり園」で育った少女。料理や編み物、裁縫などが得意。生後数ヶ月の頃、施設の門前に置き去りにされた。そのときに持っていた小さな笛（実はアーティファクト「破魔の笛」）と、自分の名前が書かれたメモを今でも大事にしている。父は魔王で黎夜の双子の姉。通称は「サーヤ」。
破魔のマテリアルは唯一悪魔を退じることができるマテリアルで、悪魔が近くにいれば首筋が刺すような痛みを覚えるという感知能力も備える。また、力の媒介となるアーティファクトがなければ力を使えず、サーヤは母から引き継いだアーティファクト「破魔の笛」を元のサイズ（フルートくらい）に戻して吹くことで発動する。ただし、笛を吹くまでは無防備な状態に陥るため、単独行動は危険。
1月生まれと推測されたことから、ひまわり園では睦月姓を名乗っていた。5年生になってから、生き別れた兄を名乗った悪魔・ディエリに引き取られ、立花姓を名乗る。なお、6年生に進級した際、レイヤと共に母の姓である日守姓を名乗ることになった。本性を現したディエリを撃退した後は、黎夜の保護者であった雫沢圭吾の友人・伊吹涼に引き取られ、喫茶店『Windmill』の2階に住み込む。弟・レイヤに対しては、長い間その存在を知らずにいたため、どこまで踏み込んでいいか分からず戸惑っている。その後悪魔など危険から身を守るという名目で、レイヤと共に伊吹涼の祖父である元国会議員の伊吹総一郎に引き取られ、豪邸に住むことになり、今までの自由な暮らしが出来なくなる。
外見は母・綾香に生き写しだが、活発な綾香とは対照的におとなしい性格（ただし、伊吹曰く「芯の強さや頑固なところはそっくり」）。孤児であることを理由にいじめを受けていたことがあるため、クラスメイトや友人との関係が悪い方へ変化することに怯える。また、ひまわり園では年下の子の面倒もよく見ていたためか周囲に気を使いすぎる癖がある。
悪魔に乗っ取られて後輩たちを襲うことがないよう雪成が現役組と距離を取る道を選んだため、2度と心の距離が縮まらないことを寂しく思うなど、雪成に対して恋愛感情めいたものを持っている。6年生になるとクラスメイトの宇佐見岳から思いを寄せられ、本人は戸惑う。
好きな色はピンクやライトグリーンなど淡い色。得意科目は家庭科、苦手科目は体育。趣味は編み物・裁縫。
日守黎夜（ひのもり れいや）
マテリアル…光のマテリアル
サーヤと同じ小学5年生。サーヤの双子の弟。通称は「レイヤ」。無愛想な少年だがシスターコンプレックスで、サーヤに優しくする人（レイヤ曰く「サーヤに当然のように微笑みかけ、サーヤの微笑みを当然の様に受け止めるヤツら」）に嫉妬するほど。翼や尚紀に気に入られたサーヤがよく口説かれているため、彼らを睨み据えていることも（「殺人光線」と称される）。しかし、サーヤが伊吹を信頼していることは認めている。身体能力が高く、女子からの人気も高いが本人は姉しか見ていない。
光のマテリアルは、防御のための盾を出現させたり、生成した光の剣を飛ばすことで攻撃する、戦いに特化したマテリアル。その能力は攻守ともに最強クラスと言われる。
魔界で暮らしていたが、ある事情から単身人間界へやってきた。当初は甥として雫沢圭吾に引き取られており、雫沢姓を名乗っていた。また、作中序盤で本性を現したディエリと戦った際、身体を魔界に運ばれたため、8巻まではサーヤの持つペンダントに魂を宿らせていた（圭吾は「家族の都合で急に引っ越すことになった」と転校を演出した）が、この状態では能力が防御に関するものに限定される。その後取り戻した身体には、身体を乗っ取っていた兄・ユウヤの記憶が残っており、度々その記憶に苦しめられることに。その後は、サーヤと共に『Windmill』の2階に住むが、危険から身を守るため一緒に伊吹総一郎の元に引き取られた。
好きな色は深緑や群青といった落ち着いた色。得意科目は国語、苦手科目はなし。趣味は読書。
風見志穂（かざみ しほ）
マテリアル…風のマテリアル
サーヤたちと同じ小学5年生。クール系美少女。徹平の幼稚園時代からの幼馴染で、ずっと片想いしており、その後結ばれた。年上の徹平に勉強を教えるほど頭がよく、身体能力もそこそこ高い。料理は下手だが、サーヤが教えたパリパリサラダだけは上手に作れるようになった。また、編み物も苦手。
サーヤとレイヤが魔王の子供であることを知って一時距離を置くが、改めてサーヤから打ち明けられた際に本音を話したことで吹っ切れた。徹平卒業後は怪奇探偵団のリーダーとなる。
風のマテリアルは風を操って攻撃する攻撃型マテリアルだが、人々が口にする噂話を風を利用して収集することも出来る。
風見家は町の旧家の1つであり、厳格な家庭。志穂の祖母・志野（しの）も元マテリアルで、現役マテリアルのフォローをする大人たちの中では「烈女」として有名であり、圭吾たちは頭が上がらない。
誕生日は1月28日。好きな色は白や水色といった爽やかな色。得意科目は算数、苦手科目は家庭科。趣味は知識を増やすこと。
稲城徹平（いなぎ てっぺい）
マテリアル…土のマテリアル
小学6年生（11巻で中学1年生）。志穂の幼稚園時代からの幼馴染。食いしん坊でやんちゃだがやるときにはやる少年で、小学生時代は小学生マテリアルが結成する「怪奇探偵団」のリーダーだった。中学入学から2日目に、灰神兄弟によって生徒会補佐という名の「生徒会の雑用係」にされてしまうが、根が単純ゆえに気づいていない。
土のマテリアルは大地や地属性を持つ物を操って攻撃する攻撃型マテリアルだが、それらに残された情報を読み解くこともできる。しかし徹平は、この情報収集を苦手とする。
誕生日は5月17日。好きな色はオレンジ、赤、黄色などの元気の出る色。得意科目は体育、苦手科目は体育以外。趣味は食べること。
灰神翔・翼（はいがみ しょう・つばさ）
マテリアル…火のマテリアル（二人で力を合わせると炎のマテリアルとなる。）
中学2年生（11巻で中学3年生）の双子のマテリアル。一卵性双生児なことだけあって顔がそっくり。見分け方は前髪の分け目の位置と私服時の服装（白い方が翼で黒い方が翔）。大人気兄弟ユニット「アクセル」である。
火のマテリアルは炎を操って攻撃する攻撃型のマテリアルで、双子の力を合わせると強大な力を発揮することができる。自分達より前から戦っていた雪成が次第に力を失っていくのを傍で目にしていたことから、力が弱まってもある程度戦えるようにと、度々新技を開発している。
誕生日は8月2日。好きな色は翔が黒で翼が白。得意科目は翔が音楽、美術、体育で、翼が国語、英語、体育。苦手科目は翔が地理、翼が数学。趣味は翔が写真、翼がピアノ。
鳴神京一郎（なるかみ きょういちろう）
マテリアル…雷のマテリアル
11巻から登場する中学2年生のマテリアル。雷使いの家系である鳴神家の分家に生まれた。小学5年の時に母親が病死して以来、父親と折り合いが悪い。彼の家は5代前からマテリアルを輩出していなかったため柊会には参加していないが、各属性のマテリアルの系図をまとめた資料にはきちんと記されていた。
あることがきっかけで力が目覚め、その力に脅えていたところをかつてサーヤたちに倒された雷使い・クレイドの弟であるアンベルに付け込まれ、徹平やサーヤたちを敵とみなして戦うことになってしまった。また、アンベルの策が原因で、力の暴走を恐れるあまり不登校になっていたが、仲間と巡り会えたことで登校するようになった。
雷のマテリアルは文字通り雷を操って攻撃する攻撃型マテリアル。覚醒して日が浅い上、訳の分からない異能に怯えていたことが原因で、まだうまく力を制御できないが、13巻では手のひらから生成した雷を鎌のような形にして悪魔を薙ぎ払う技を習得した。
誕生日は12月14日。好きな色は紫色・臙脂色。得意科目は社会、苦手科目は音楽。趣味は星空を眺めること。
水上波琉（みなかみ はる）
マテリアル…水のマテリアル
小学4年生の少年。雫沢家と並ぶ水の家系に生まれ、水上本家の豪邸に住み、かなりの力を持つ。しかし「忌み子」であるサーヤ・レイヤと関わらせたくない両親によって圭吾率いる小学生組には参加させてもらえずにいる。能力の高さに自信を持つ本人はそれを不満に思い、両親に内緒で単独でパトロールに出るなどの行動を起こしている。
夕夜（ゆうや）
マテリアル…闇のマテリアル
サーヤとレイヤの二つ年上の兄。父である魔王と敵対しており、魔王を倒すためサーヤの力を欲する。しかし、サーヤやレイヤに対して、彼なりに愛情を抱いている様子。通称は「ユウヤ」。
魔王に身体を滅ぼされ、魂だけの存在にされたためいつも誰かを乗っ取っている。
闇のマテリアルは、影を操って身動きを封じるなど、暗いところで本領を発揮するマテリアル。サーヤたちとは違い、魔王の血が濃く現れたが故のマテリアルで、破魔の笛の音色に弱い。

### 元マテリアル＆尚紀
雫沢圭吾（しずくさわ けいご）
元水のマテリアル。15巻時点で32歳。現役時代はサーヤたちの母・綾香、伊吹と共に戦い、『神舞の水神』を名乗っていた。綾香の1つ年下だが、綾香より能力の覚醒が早く、高校1年になる頃には能力が消えていた。水のマテリアルの家系である雫沢家本家の長男。10歳離れた姉がいるが、跡取りである。
理科の教師で、理科室を根城に活動する小学生マテリアル「怪奇探偵団」の保護者役も務める。現在はサーヤたちの担任。「6年生にマテリアルがいる場合、連絡役として担任になる」と「柊会」で決められたため、徹平・灰神兄弟・雪成も担任していた。
幼馴染でもある綾香を密かに想っていたが、能力を失ってから日守家の事情を知らされ、自分と結ばれることはないと分かり、思いを封じることに。なお、綾香からサーヤを預かった際はまだ大学生であったため、手元におくことが出来ず、隣県の児童施設「ひまわり園」の前に置き去りにするほかなかった。しかし、毎年サーヤの様子を密かに見に来ていて、マテリアルとして覚醒すれば、すべてを話すつもりだったらしい。だんだん母に似てくるサーヤを綾香と重ねるなど、今もまだ綾香を大切に思っている。外伝にて活躍中。
誕生日は3月4日。好きな色はグレー、緑。趣味はスイーツ発掘。
伊吹涼（いぶき りょう）
元風のマテリアル。15巻時点で26歳。喫茶店『Windmill』（ウィンドミル）の店長で、サーヤの里親。割と無口で無愛想だが、無関心なようできちんと周囲に気を配っている。また、料理のことになると研究熱心な一面も。彼の父もかつては風のマテリアルだったため、店はマテリアルたちの活動拠点のひとつでもある。
神舞東高時代に生徒会長を務めていたが、祖父のような政治家には向いていないと悟ったらしい。国会議員や大臣を歴任したこともある祖父は、現在町長を務めており、マテリアルと悪魔の戦闘の際に残る情報を操作するなど、協力している。
小学3年の頃には力をある程度使えるようになっており、夏休みごろから戦列に加わる。7つ年上の綾香とはよく喧嘩していた。サーヤとレイヤが闇に転じた場合、2人を殺すという使命があるが、もとから殺す気はない。
右肩に「闇の刻印」があり、ごく稀に痛むことがある（サーヤたちには「古傷」とごまかしている）。外伝にて活躍中。
誕生日は10月2日。好きな色はワインレッド。趣味は料理研究。
稲城耕平（いなぎ こうへい）
元土のマテリアル。15巻時点で34歳。綾香の1つ年上（圭吾の2つ年上）。徹平の叔父で、性格は徹平と似ている。7巻からサーヤのクラスの担任（代理）になり、6年生からは副担任を務める。スポーツなら一通りこなせる体育会系。準備運動にラジオ体操を愛用する。
誕生日は9月10日。好きな色は紺色。趣味はスポーツ（観るのもやるのも）。
風峰千早（かざみね ちはや）
大学生。元風のマテリアル。イタリア旅行の資金稼ぎのために『Windmill』にバイトとして入る。
伊吹に思いを寄せているが、能力を失ったことで伊吹との大きな接点を失った上、サーヤが店を手伝っていることが多いため、心の闇を広げてしまい、悪魔イレーヌに体を乗っ取られてしまう。その後無事に戻ってきたものの、乗っ取られていた間の記憶は失われており、彼女が危険な目に遭ったことが原因で、風峰の一族は「次にマテリアルの子供が生まれるまで柊会に参加しない」と表明した。
日守綾香（ひのもり あやか）
元破魔のマテリアル。日守三兄弟（ユウヤ・サーヤ・レイヤ）の母親。マテリアル引退前後に、当時王子だった現在の魔王のところへ行ってしまったらしい。圭吾から『破魔の聖女』の二つ名で呼ばれては、「名前負けしてないか?」という恥ずかしさもあって拳骨で応じる活発な少女。なお二つ名の由来は、雫沢家の古文書にあった「破魔のマテリアルを持つ女性」を指す言葉。料理が苦手で、伊吹には「食材に対する冒瀆」とまで言われるほど壊滅的。
日守家は光のマテリアルを多く輩出してきた家系であるため、幼い頃はマテリアルの素質を持ちながらもなかなか力が覚醒しないことで苦悩していたが、小学5年の時に破魔のマテリアルとして覚醒。しかし、彼女や圭吾が現役の頃には光のマテリアルを輩出してきた家系は日守家以外が絶えてしまっていたらしい。なお、サーヤが持っている黒い石のペンダントはもともと彼女が持っていたもので、レイヤが魔界から持ってきた。
圭吾に生まれたばかりのサーヤを預け、行方不明に。サーヤとレイヤは「彼女は亡くなった」と聞かされているが、詳細は不明。
稲城冬華（いなぎ ふゆか）
元植物のマテリアル。徹平の母親で美人だが、息子に対して容赦ない発言も多い。
神槌トオル（みかづち トオル）
大学4年生。元雷のマテリアル。検事志望で大学院に進学を希望中。13巻にて京一郎の指導をするため合宿に参加。後輩が千早や雪成といった癖のある面々だったため、現役時代は苦労した模様。
凍堂小夜子（とうどう さよこ）
元マテリアル。雪成の母親で、現在はカルチャーセンターや大学でフラワーアレンジメントを教えている。
マテリアルとしての期間は重ならなかったものの綾香とは仲がよく、その忘れ形見であるサーヤやレイヤを「悪魔の子」と毛嫌いしていない。息子がサーヤに向ける思いを見抜いている。
凍堂雪成（とうどう ゆきなり）
神舞東高校2年生（後に3年生）。元氷のマテリアル。二重人格で皮肉屋。中学時代に親友である尚紀を戦いに巻き込んでしまったことを悔いて以来彼を遠ざけていて、マテリアルとしても基本的に単独行動をしており、当初は後輩マテリアルとも距離をとっていた。しかし、サーヤたちのおかげで尚紀と仲直りしたことによって、サーヤたち後輩のマテリアルに対しても優しくなる。あまり力の強くないマテリアルだった母は、この変化を喜んでいた。
氷のマテリアルは戦いに特化したマテリアルで、全盛期は空気中の水分を凍らせて悪魔を攻撃する手法を採っていたが、力が弱まってからは手が水に触れていないと力を使えなくなっている。8巻途中で高坂を乗っ取っていたディエリに襲われて体を奪われかかった後、一時意識不明の重体に。目覚めたときには力が消えており、9巻でサーヤを最後まで守り通せなかったことを悔いながらも、悪魔に乗っ取られた千早の二の舞にならぬよう、お互いの安全の事を考えてサーヤたちから離れていった。
能力を失ってから、「後輩達のサポートをしたい」と医者を志す。また、サーヤには後輩として以上の思いを持っている節があるが、家のことを考えて「氷のマテリアルかその因子を持つ人間としか結婚しない」と言う。
誕生日は6月26日。好きな色は銀色。得意科目は化学、数学で、苦手科目は特になし。趣味はクラシック音楽の鑑賞。
三浦尚紀（みうら なおき）
雪成と同じく高2で雪成の親友。マテリアルや悪魔のことをある程度知っている唯一の一般人。直接水に触れないと力を発揮できなくなった雪成に水のボトルを渡すなど、マテリアルたちを少しながら助けている。
8巻で雪成とサーヤが高坂を乗っ取ったディエリに襲われた際、危険を顧みずに援護しようとして重傷を負い、雪成と同じ病院に搬送される。回復・退院後、マテリアルの後方支援組織である「柊会」の会合にて彼の存在が問題となるが、伊吹や圭吾にとりなされた。10巻以降、「新しいバイクを買うため」として強引に『Windmill』でバイトする。雪成が現役マテリアル達と距離をとった分、現役組では収集の難しい、高校やその周辺の情報を持ってくることもある。
3年に進級後の14巻にて、生徒会長に立候補し、紆余曲折の末当選する。
誕生日は4月9日。好きな色は青。得意科目は物理、数学で、苦手科目は国語。趣味はカラオケ、バイク雑誌を読むこと。

## 用語
神舞町（こうまちょう）
主な舞台となる町。都心にほど近く、都心にある大学のキャンパスがいくつか置かれている。魔界との道が繋がりやすく、人間界に降りてきた悪魔を倒すためマテリアルたちが人知れず暮らしている。町長をはじめ、マテリアルを多く輩出してきた旧家の協力のもと、戦闘の痕跡を消したり、元マテリアルが現役の後輩マテリアルのために情報収集する拠点となる場所がいくつかあったりする。もともとは「降魔町」だったらしい。
マテリアル
古くから悪魔を倒してきた能力者たち。光、火、風、大地など人によって使える能力が異なる。能力の覚醒時期は小学3年生頃が多く、早い人では中学生、遅くても高校生で能力が失われる。力を使うと体力を消耗する。一般人と比べると精気が強いため、能力の強化を狙う悪魔がターゲットにすることもある。
日守家や風見家など能力者を多く輩出してきた家系も存在し、マテリアルだった血縁者と同じ能力を持っている人も。その血を守るため、同じ能力を持っていた元マテリアル同士の結婚が暗黙のうちに奨励されており、幼いうちから「婚約者」状態の者もいる。違う能力のマテリアルと結婚して子供が生まれた場合、力が覚醒するまでどちらの能力を持っているのか分からない。
また、一般人にはこの異能のことを隠して暮らしている。両親が元マテリアルであれば、能力に対する知識や理解もそれなりにあるため家庭内で力を隠す必要はなく、家で遊びながら力の制御を覚えることも、両親に相談することも出来るが、京一郎のように突然変異的に能力が覚醒した場合、それらが出来ないため、孤立しがちである。
現在、神舞町には7人のマテリアルがいる（8巻の途中で雪成の力が消えた後に6人となったが、12巻で京一郎が新しく入ったため）。
柊会（ひいらぎかい）
上述の、元マテリアルやマテリアルを多く輩出してきた家系の関係者による、マテリアルたちの後方支援を目的とした組織。マテリアルの能力が悪魔を祓うものであるため、「魔除けの葉」として有名な柊を名前にした。自治体や町内にある公共機関への影響力は強い。
日守家のマテリアルである破魔と光を引き継いだサーヤとレイヤを、悪魔の血を引く「忌み子」としてよく思っておらず、戦列に加われる年頃の子供マテリアルを持つ親達は、2人に自分たちの子供を近づけることを恐れている節がある。
魔界（まかい）
悪魔や怪物がたくさんいる世界。魔王が支配している。
悪魔（あくま）
人の精気を食べて生きる。下級悪魔と上級悪魔が存在する。下級悪魔は動物などに擬態するが、どこか異様であり、マテリアルたちが灰色の靄を探すことで確認する。上級悪魔には男爵、子爵、伯爵、侯爵、公爵、大公の位があり、その上に魔王が君臨する。また、爵位は魔王から与えられる。力を欲する本能を優先して動く下級悪魔とは違い、奸智に長けている。
精気を吸収することで強くなり、姿形が変わったり、人間の姿をとることができる様になる。また、相性しだいでは心に闇を持つ人間や精気を吸った人間を乗っ取ることも可能で、その場合は乗っ取った相手の記憶や知識を得て乗っ取った人間になりすますことができる。

## 既刊一覧
| 巻     | サブタイトル                 | 発行日         | ISBN              |
| ------ | ---------------------------- | -------------- | ----------------- |
| I      | 目覚めの刻                   | 2007年8月10日  | 978-4-591-11579-4 |
| II     | 華麗なる罠                   | 2008年1月10日  | 978-4-591-11349-3 |
| III    | 忘れえぬ絆                   | 2008年8月11日  | 978-4-591-11581-7 |
| IV     | 青の間奏曲（インタールード） | 2009年1月10日  | 978-4-591-11363-9 |
| V      | 風のキセキ                   | 2009年4月10日  | 978-4-591-11365-3 |
| VI     | 月下の戦慄                   | 2009年9月10日  | 978-4-591-11371-4 |
| VII    | 片翼の天使                   | 2010年1月8日   | 978-4-591-11486-5 |
| VIII   | 揺れる明日                   | 2010年4月8日   | 978-4-591-11739-2 |
| IX     | 銀の夜想曲（ノクターン）     | 2010年9月7日   | 978-4-591-12360-7 |
| X      | 黒闇の残響                   | 2011年1月7日   | 978-4-591-12232-7 |
| XI     | 真白き閃光                   | 2011年5月17日  | 978-4-591-12444-4 |
| XII    | 運命の螺旋                   | 2011年9月8日   | 978-4-591-12578-6 |
| XIII   | 憂いの迷宮                   | 2012年3月7日   | 978-4-591-12878-7 |
| XIV    | 翠の輪舞曲（ロンド）         | 2012年8月7日   | 978-4-591-13049-0 |
| XV     | 哀しみの檻                   | 2013年3月7日   | 978-4-591-13379-8 |
| XVI    | 孤独の騎士（ナイト）         | 2013年8月7日   | 978-4-591-13547-1 |
| XVII   | 罪深き姫君                   | 2014年1月7日   | 978-4-591-13724-6 |
| XVIII  | 昏き森の柩                   | 2014年9月5日   | 978-4-591-14123-6 |
| XIX    | 藍の独唱曲（アリア）         | 2015年3月18日  | 978-4-591-14450-3 |
| XX     | 鈍色の波動                   | 2015年10月7日  | 978-4-591-14651-4 |
| XXI    | BLOOD                        | 2016年4月7日   | 978-4-591-14983-6 |
| XXII   | 秘めた願い                   | 2016年11月10日 | 978-4-591-15233-1 |
| XXⅢ    | 紅の協奏曲（コンチェルト）   | 2017年6月9日   | 978-4-591-15431-1 |
| XXⅣ    | 偽りの王子                   | 2017年11月7日  | 978-4-591-15640-7 |
| XXV    | 刹那の境界                   | 2018年6月8日   | 978-4-591-15892-0 |
| XXVI   | 軋む地平線                   | 2018年11月21日 | 978-4-591-16056-5 |
| XXVII  | 禁断の系譜                   | 2019年6月8日   | 978-4-591-16271-2 |
| XXVIII | 夢幻の離宮                   | 2019年9月8日   | 978-4-591-16371-9 |
| XXIX   | 破魔の聖女                   | 2019年12月8日  | 978-4-591-16458-7 |
| XXX    | 明日への扉                   | 2020年3月10日  | 978-4-591-16606-2 |